# Реар, Луи
Луи́ Реа́р (фр. Louis Réard; 10 октября 1896 — 16 сентября 1984) — французский инженер в автомобильной области и дизайнер одежды. В июле 1946 года представил женский открытый купальный костюм из двух элементов, позже получивший название бикини. После этого открыл магазин по продаже бикини и управлял им следующие 40 лет.

## Создание бикини
Реар был автомобильным инженером, который отказался от технической профессии и переключился на бизнес своей матери по производству нижнего белья. Около 1940 года он стал дизайнером одежды недалеко от Les Folies Bergères в Париже. Находясь на пляжах Сен-Тропе, он заметил, что женщины закатывают края своих купальников, чтобы получить равномерный загар, поэтому решил создать купальник с открытым животом. К тому времени женские купальники уже были раздельными и открытыми, но верхний уровень трусиков купальника находился на поясе женщин, и никто из дизайнеров не осмеливался предложить модель, открывающую пупок.
В мае 1946 года Жак Хейм выпустил раздельный купальник, который он назвал «Атом» (фр. Atome) и рекламировал как «самый маленький купальный костюм в мире». Нижняя часть купальника Хейма была на той грани, которая чуть прикрывала пупок. Для продвижения нового дизайна Хейм нанял скайрайтеров.
Реар разработал собственный дизайн купальника, который представлял собой бикини, состоящий из четырех треугольников, сделанных всего из 194 см² ткани. Когда Реар искал модель, которая наденет его купальник на дебютную презентацию, ни одна из них не хотела надевать изделие, обнажающее пупок, поэтому он нанял 19-летнюю танцовщицу Мишелин Бернардини из Казино де пари, чтобы показать свой купальник.
5 июля 1946 года в популярном общественном в то время парижском бассейне «Молитор» (фр.) состоялась фотосессия: Мишелин надела купальник — четыре маленькие заплатки — и показала миру моды женский пупок, представ перед фотообъективом в бикини.
Поскольку показ купальника состоялся через четыре дня после первого испытания ядерного оружия на атолле Бикини и газеты были полны новостей об этом факте, Луи Реар решил назвать свой новый купальник «бикини», надеясь, что и его изделие будет предметом газетных статей. Реар также нанял скайрайтеров, чтобы они пролетели над Французской Ривьерой, рекламируя его дизайн купальника, который «меньше, чем самый маленький купальный костюм в мире».
Фотографии Бернардини и статьи об этом событии широко разошлись в прессе. Только в International Herald Tribune было опубликовано девять статей об этом событии. Четырнадцать дней спустя Реар подал заявку на патент дизайна и получил его за номером 19431.
Купальники, состоящие из двух частей, женщины носили по крайней мере с 1930-х годов, но бикини Реара вызывало скандал, потому что его купальник впервые обнажил пупок владелицы. Историк одежды Келли Киллорен Бенсимон (англ. Kelly Killoren Bensimon), описавшая эту историю в своей «Книге о бикини» (англ. The Bikini Book), сказала, что последний дюйм живота был «зоной раздора» моды и отметила в интервью, что и раньше публика видела «многих других актрис в раздельных купальных костюмах, но никогда с открытым пупком. Вот это был скандал».

## Реклама бикини
Бикини особенно понравились мужчинам: Бернардини получила более 50 тысяч писем от поклонников. Купальник не сразу обрёл популярность, он медленно завоёвывал европейские пляжи, особенно в Соединенных Штатах послевоенных лет и вначале был скорее сенсацией, чем успехом.  Многие комментаторы осудили этот образ, и множество сообществ запретили его. Ватикан объявил такую одежду греховной, и вскоре она была запрещена в Европе, включая Италию и Испанию. В бразильском Рио-де-Жанейро, известном в настоящее время как страна стрингов, запретили бикини на своих пляжах. Американцам потребовалось более десяти лет, чтобы привыкнуть к бикини, и даже тогда купальник встречал протесты. В Соединенных Штатах во многих общественных плавательных бассейнах висят таблички, на которых большими красными печатными буквами написано: «Бикини запрещены». В 1961 году магазины сообщали, что продавали около двух-трёх бикини в течение года. Даже в XXI веке купальник является центром споров в некоторых регионах — в 2011 году в Барселоне запретили носить бикини на улицах.
Купальники Хейма стали первыми купальниками, в которых люди свободно ходили на пляже, имя Реара более прочно закрепилось в общественном сознании. Бизнес Реара рос, и в рекламных объявлениях он поддерживал загадочность бикини, заявляя, что купальник из двух кусков ткани не является настоящим бикини, «если только его нельзя продеть через обручальное кольцо». 
В качестве дополнительного стимула продаж, Реар поручил специалисту по кузовам Chapron сконструировать экстравагантную «дорожную яхту», превратив автомобиль Packard V8 в имитацию крейсера с кабиной класса люкс и иллюминаторами, якорем, сигнальной мачтой и другими морскими регалиями. Автомобиль участвовал в рекламных парадах и следовал за велосипедисткой Тур де Франс в начале 1950-х годов и командой девушек в бикини, что произвело настоящую сенсацию во Франции тех лет.
По словам Бенсаймон, именно эпоха реактивных двигателей способствовала развитию бикини. После появления Бриджит Бардо в фильме «Девушка в бикини» и Урсулы Андресс, которая в 1962 году вышла в фильме «Доктор Нет» в костюме, в котором не было ничего, кроме ножа и бикини, богатые и гламурные люди начали ходить по Ривьере, принося новые стандарты пляжной одежды на берега, а потом и в бассейны. В США детская звезда Клуба Микки Мауса, Аннетт Фуничелло получила разрешение носить бикини в большинстве пляжных фильмов, и повсеместное принятие бикини стало необратимым.

## Дальнейшая жизнь
Впоследствии Реар открыл магазин по продаже бикини в Париже и продавал купальники в течение сорока лет. В 1980 году Марсель Реар переехал со своей женой из Франции в Лозанну, Швейцария, где умер в 1984 году в возрасте 87 лет.